# Memecylon scutellatum
Memecylon scutellatum är en tvåhjärtbladig växtart som först beskrevs av João de Loureiro, och fick sitt nu gällande namn av William Jackson Hooker och George Arnott Walker Arnott. Memecylon scutellatum ingår i släktet Memecylon och familjen Melastomataceae. Inga underarter finns listade i Catalogue of Life.